# ینگجه (هریس)
ینگجه یکی از روستاهای استان آذربایجان شرقی است که در دهستان بدوستان غربی بخش خواجه شهرستان هریس واقع شده‌است.